# Valle d'Aspe
La valle d'Aspe è una valle dei Pirenei francesi situata nel dipartimento dei Pirenei Atlantici, nella regione dell'Aquitania.

## Toponimia
Il nome d'Aspe è citato dall'XI secolo come Aspa. Secondo Michel Grosclaude, potrebbe trattarsi di una radice aquitanica, significando *as "roccia" ed il suffisso *pe, "al di sotto".
È probabile che il nome della valle derivi da Aspa Luca, l'antico nome di Accous sull'Itinerario antonino. Esso non è comunque un idronimo poiché altri luoghi hanno nomi simili: Aspet, Aspin, Azpa (Navarra, verso Pamplona).

## Geografia

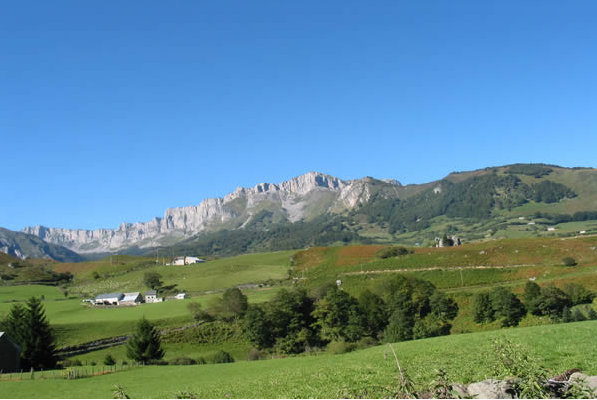
La valle d'Aspe a Lescun

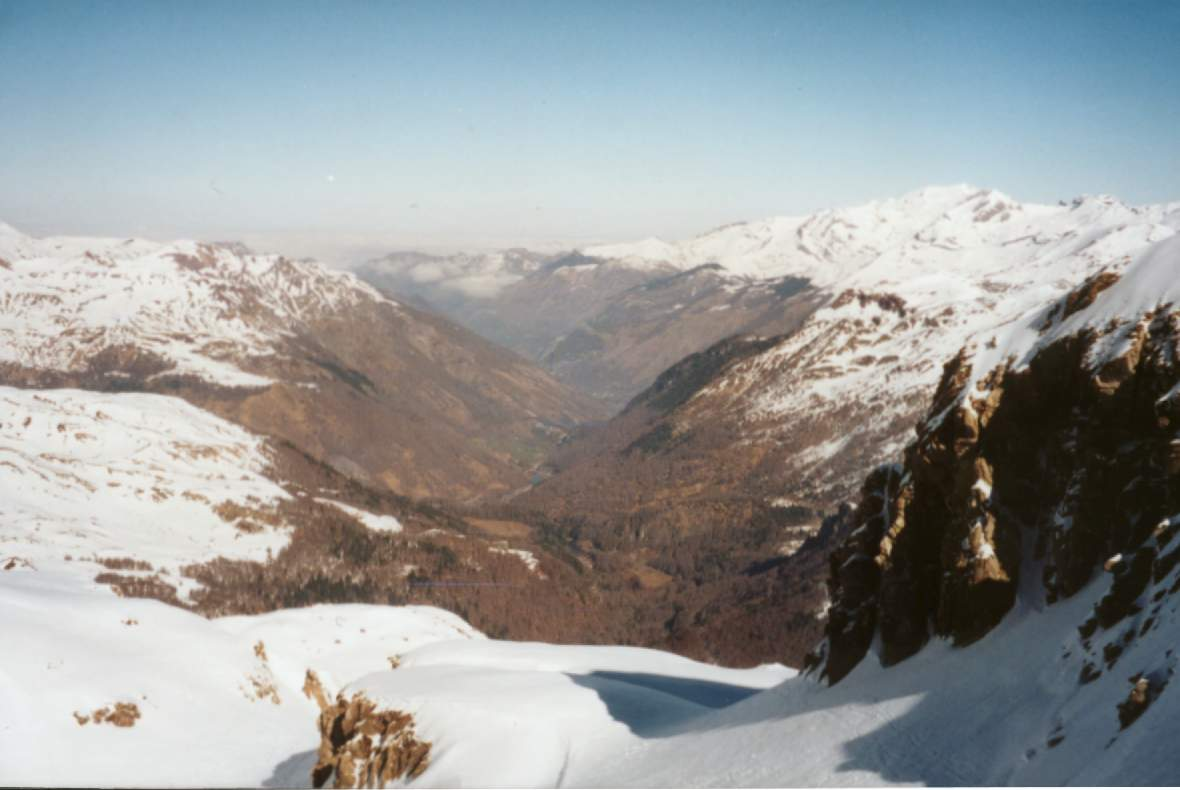
La valle d'Aspe in inverno, vista dalla cime del Candanchú.

### Sviluppo orografico e demografico
È una delle tre valli dell'Alto Béarn, con la valle d'Ossau ad est e la Valle di Barétous ad ovest. Essa si estende lungo la gave d'Aspe per 40 km dal paese di Escot fino al passo del Somport (1.632 m s.l.m.), segnante il confine con la valle dell'Aragon in Spagna.
Nella valle sono siti 13 comuni (da nord a sud): Escot, Lourdios-Ichère, Sarrance, Bedous, Osse-en-Aspe, Aydius, Accous, Lées-Athas, Lescun, Cette-Eygun, Etsaut, Borce et Urdos.
Come molte valli montane, anche la valle dell'Aspe ha subito le conseguenze dell'esodo da campagne e montagne. Oggi conta non più di 2.500 abitanti.

### Fauna e flora
È una valle ancora molto selvaggia e fu a lungo il rifugio dell'orso bruno dei Pirenei.
L'alta valle d'Aspe ospita una parte del Parco nazionale dei Pirenei.

## Linguistica
La lingua propria della valle è il dialetto guascone, una variante della lingua occitana. Il parlato della valle ha caratteristiche sue proprie (aspois-barétounais) miste ad altre condivise con le altre valli pirenaiche della zona guascona, fino alla valle di Aran (sorgenti della Garonna) ove questa forma di guascone è una delle lingue nazionali spagnole.

## Storia
Al di là di Urdos, la valle d'Aspe si apre sulla provincia spagnola della Comunità autonoma d'Aragona attraverso il passo del Somport, via di transito dei pellegrini verso Santiago di Compostela. Questo asse trasversale ai Pirenei ha visto passare crociati, pellegrini, soldati, commercianti, greggi e viaggiatori su strada o su rotaia (quest'ultima fino al 1970).
Nel 1659 il trattato dei Pirenei incorporò il trattato di Vesiau, che disciplinava i diritti e gli usi di pascolo degli allevatori e dei pastori di greggi sul port d'Astun.
Ogni anno esso era soggetto ad una firma fra il sindaco di Jaca e quelli dei tre comuni dell'Alta val d'Aspe, per il riconoscimento dei cippi marcanti le frontiere e per la segnalazione del fatto alle rispettive autorità nazionali. La firma, preceduta da una cerimonia internazionale ufficiale alla presenza delle autorità costituite sulla sommità del passo del Somport, era occasione d'una giornata festiva fra gli abitanti dell'Alta val d'Aspe e dell'Alta Aragona.
Nel XIX secolo la valle d'Aspe conobbe un'attività industriale grazie alla fucina costruita ad Urdos da Frédéric d'Abel.
La valle d'Aspe condusse una lunga lotta negli novanta per opporsi alla costruzione della strada che conduce alla galleria del Somport ed a quella della galleria stessa.
I legami con la valle di Canfranc sono ancora vivi e paiono al momento riprendersi nella dinamica europea e gli uffici del turismo della valle d'Aspe e di quella di Canfranc stanno lavorando insieme per identificare uno spazio turistico comune.

## Turismo
- L'ecomuseo della valle d'Aspe è costituito da 4 siti che propongono una scoperta della pastorizia, dell'agricoltura montana (Lourdios, Accous), della storia del chemin de Saint-Jacques (Borce), della leggenda di Notre-Dame-de-la-Pierre (Sarrance). L'ecomuseo[2] compie anche una missione di conservazione del patrimonio e della cultura del territorio.
- Il parco naturalistico di Borce[3] ove convivono in semilibertà animali della montagna (camosci dei Pirenei, orsi, ecc.) ed animali domestici. Da vedere anche il paese di Borce per le sue abitazioni di carattere medievale
- Il circo di Lescun costellato di cime leggendarie: Cima d'Ansabère, Tavoliere dei Tre Re.
- lo chemin de la Mâture[4] sentiero tagliato nella roccia nella seconda metà del XVIII secolo per sfruttare la foresta del Pacq sopra Etsaut. I tronchi presi da questa foresta dovevano diventare alberi per battelli. Essi venivano trasportati poi per fluitazione. Ogni anno a metà maggio l'associazione degli zatterai della gave d'Aspe e d'Oloron e l'ecomuseo organizzano una ricostruzione delle zattere e una dimostrazione di fluitazione.
- il forte del Portalet (detto anche "forte d'Urdos", nonostante sia stato eretto pressoché totalmente sul territorio del comune di Etsaut): il cantiere di valorizzazione, condotto dalla comunità dei comuni della valle d'Aspe, proprietaria del forte dal 1999, è in corso.
- la valle di Copen (9 ha) è uno dei siti di conservazione regionale degli spazi naturali dei Pirenei.
- Feste e festival: benché poco popolata, la valle d'Aspe è ricca di vita associativa. Tra le attività di queste associazioni, vi è l'organizzazione di manifestazioni culturali: festival delle arti della natura, canti e musiche[5], la transumanza a Lourdios-Ichère, la festa del formaggio a Etsaut.